# Barisal
Barisal (en bengalí: বরিশাল) es una ciudad de Bangladés, y capital de la división homónima Barisal.
La ciudad está situada en el delta del Ganges. La ciudad de Barisal estuvo bajo el control de la familia Roychoudhury, la cual actualmente habita en Calcuta. Constituye un importante centro de transición para el tráfico comercial marítimo. Los productos farmacéuticos, la panadería y el textil son la principal actividad de las escasas instalaciones industriales. Está comunicada por barco con Daca (117 km al norte) y con Chittagong al sureste. Las carreteras han mejorado en la última década con la construcción de algunos puentes. Existe una escuela de medicina afiliada a la universidad nacional.